# Hals Barre Fyr
Hals Barre Fyr er et fyrtårn placeret ca. 4 km sydøst for indsejlingen til Langerak over Hals Barre fra Kattegat. Tårnet er placeret på 9 meters vanddybde på en jernbetonsænkekasse, som udvendigt er beklædt med granit. Tårnet erstattede et fyrskib, som blev placeret på stedet i 1895 i uddybningen af sejlrenden over Hals Barre til 6½ m i 1898.